# Armena
Armena est un hameau (hamlet) du Comté de Camrose, situé dans la province canadienne d'Alberta.

## Démographie
En tant que localité désignée dans le recensement de 2011, Armena a une population de 47 habitants dans 16 de ses 16 logements privés, soit une variation de -6.0% avec la population de 2006. Avec une superficie de 0,695 5 km2, le hameau possède une densité de population de 67,577 3 hab/km2 en 2011.
Concernant le recensement de 2006, Armena abritait 50 habitants dans 16 de ses 16 logements privés. Avec une superficie de 0,695 5 km2, le hameau possédait une densité de population de 71,9 hab/km2 en 2006.